# Station Eccles Road
Eccles Road is een spoorwegstation van National Rail in East Harling, Breckland in Engeland. Het station is eigendom van Network Rail en wordt beheerd door Greater Anglia. 